# ارکیده‌های لب‌پهن
ارکیده‌های لب‌پهن (نام علمی: Liparis) نام یک سرده از تیره ثعلبیان است.